# Гашиш і вино
«Гашиш і вино», відома також як «Опіум і вино», «Бангу Баде» («Бенгу баде» або «Банг ва баде»; азерб. بنگ و باده, трансліт. Bəngu Badə), або «Бенг ю Баде Мюназараси» («Суперечка гашишу з вином») — алегорично-сатирична поема Фізулі, написана азербайджанською мовою. Присвячена шаху Ісмаїлу I.

## Історія створення

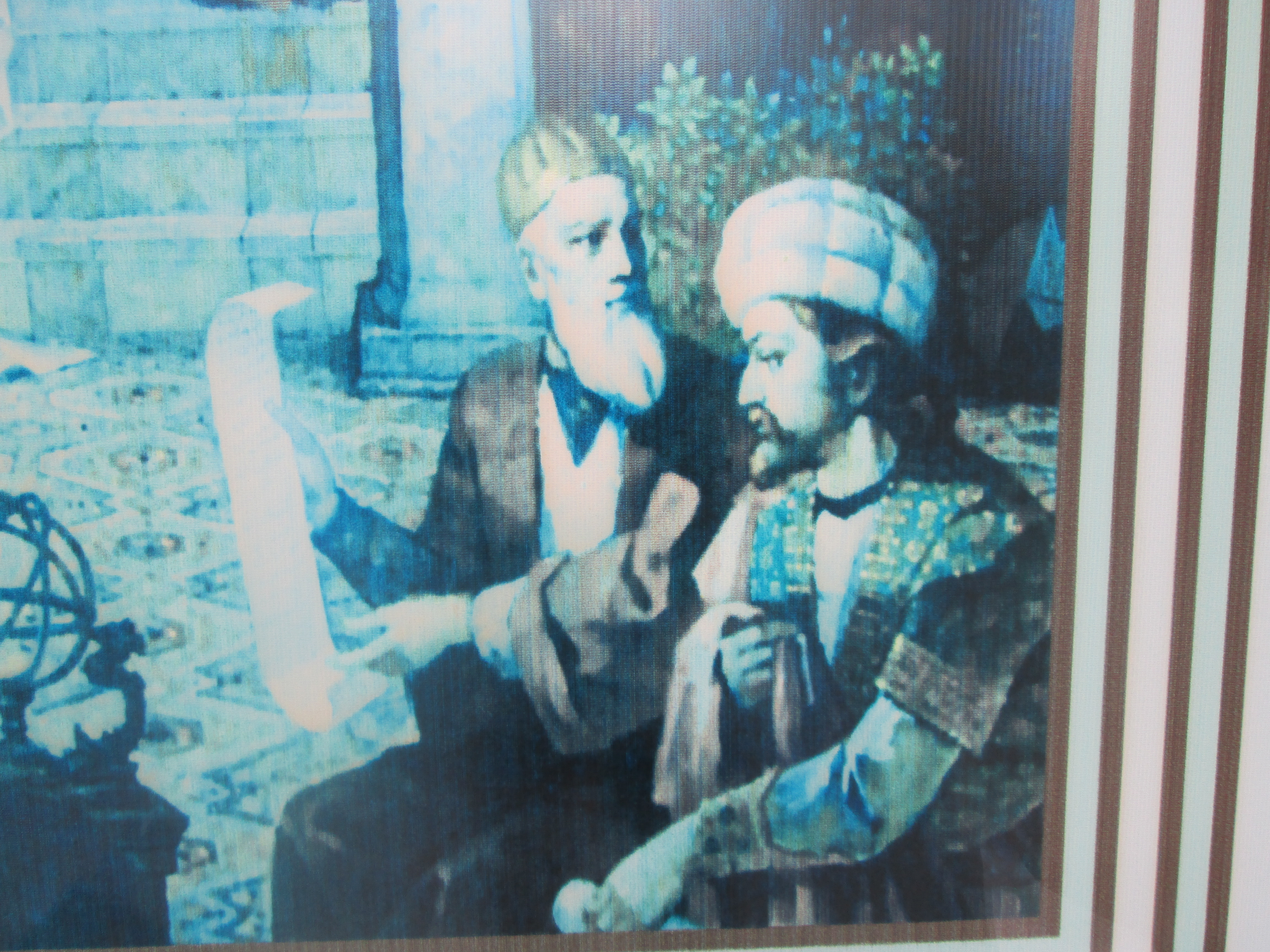
Зображення Фізулі та шаха Ісмаїла на вікні будівлі Музею азербайджанської літератури імені Нізамі Гянджеві в Баку

Після того як правитель Сефевідської держави шах Ісмаїл узяв Багдад і здійснив 1508 року паломництво в Кербелу та Наджаф (імовірні місця народження Фізулі), молодий поет Фізулі визнав владу Ісмаїла у своїй першій поемі азербайджанською тюркською мовою «Гашиш і вино». Деякі дослідники (наприклад, італійський тюрколог та іраніст Алессіо Бомбачі) припускають, що Фізулі присвятив цю поему шаху Ісмаїлу, якого поет вихваляє у передмові до своєї поеми.
Деякі дослідники вважали, що 1508 і був роком написання поеми. Разом з тим, згадка в посвяті поеми про те, що за наказом шаха Ісмаїла переможеного в грудні 1510 року в битві при Мерві узбецького хана Шейбані було вбито, а його череп, прикрашений золотими інкрустаціями, слугував винним кубком, дає підставу стверджувати, що «Гашиш і вино» написано в проміжку між 1510 і 1524 (роком смерті шаха Ісмаїла).

## Зміст

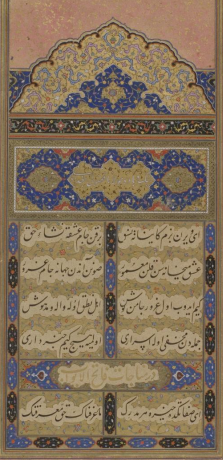
Сторінки з поеми

Головними героями поеми є Бенг (гашиш) і Баде (кубок вина), які втілюють образ гордовитого й пихатого феодала, який бажає здобути панування над усім світом — головні цілі критики Фізулі. І Бенг і Баде бажають особисто підпорядкувати собі весь світ.
Егоїстичний Бенг вважає, що всі люди повинні підкорятися тільки йому одному.
Однак на бенкеті у Баде з'ясовується, що Бенг є таким самим гордовитим, як і Баде. Баде навіть гнівається на свого Виночерпія, коли чує від нього похвали на адресу Бенга, підозрюючи його в таємній покорі Бенгу. Суперечка двох самозакоханих егоїстів закінчується війною, внаслідок якої перемогу здобуває Баде. Результатом безглуздої війни цих двох государів стає винищення безлічі людей.

## Вивчення та видання
Німецький дослідник Йозеф фон Гаммер-Пургшталь, який першим повідомив у Західній Європі про Фізулі, у другому томі своєї праці «Geschichte der Osmanischen Dichtkunst» перелічує основні твори Фізулі, проте докладно зупиняється тільки на поемі «Гашиш і вино». Згідно з Гаммером, саме поема «Гашиш і вино» й прославила Фізулі, що азербайджанський дослідник Гамід Арасли вважає помилкою. Дослідивши поему, Гаммер приходить до висновку, що «Фізулі — один із любителів вина, забороненого Кораном, і він надає перевагу вину перед гашишем, теж забороненим Кораном». На думку Бертельса, Гаммер не дуже добре розумів мову Фізулі, тому стаття Гаммера не може мати серйозного наукового значення.
В Інституті сходознавства Російської академії наук зберігаються 4 списки рукописів поеми «Гашиш і вино». 1949 року Інститут літератури імені Нізамі в Баку видав другий том «Творів» Фізулі, до якого увійшла й поема «Гашиш і вино». 1958 року поему опубліковано в другому томі «Творів» Фізулі російською мовою видавництвом Академії наук Азербайджанської РСР у Баку.

## Літературний аналіз

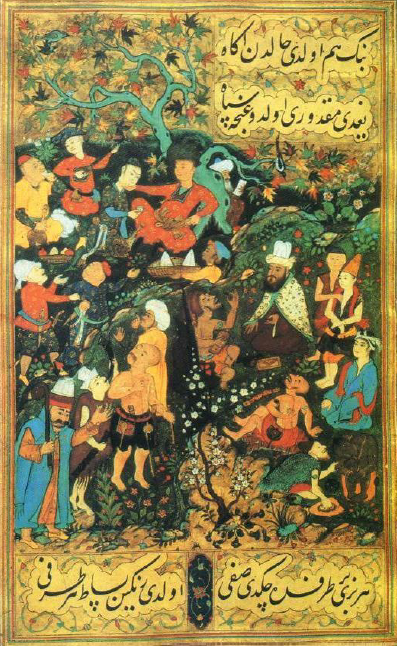
Мініатюра з поеми

Поему написано в алегоричній формі, і, як зазначає літературознавець Гамід Арасли, відтворює війну між Сефевідами та Османською імперією. У своїй поемі, як зазначає Арасли, Фізулі показує, наскільки ця війна, викликана жагою повновладдя двох сильних на той час повелителів, безглузда. Також поет критикує гордовитість і чванливість окремих феодалів.
За словами азербайджанського філолога Зіяддіна Геюшова, у поемі «Гашиш і вино» Фізулі показав як негативно ставиться до аскетичних проповідей, протиставляючи земну радість «солодощам потойбіччя». Вино Фізулі протиставляв ковсару, а земних красунь — гуріям. Фізулі зазначав, що не можна упускати того, що є («нагда») і думати про те, чого немає («нісіє»). Геюшов пише, що Фізулі у своєму творі майстерно викриває моральні недоліки сучасників-феодалів, таврує султана.
Узбецький дослідник Ергаш Рустамов зазначає, що поема Фізулі «Гашиш і вино» є типовим прикладом жанру «муназара» (слово «муназар» у перекладі з арабської означає суперечку, диспут, змагання), дуже популярного в середньовічній східній літературі. На думку Рустамова, цей свій твір Фізулі написав під впливом узбецького поета XV століття Юсуфа Амірі, який написав схожий твір під назвою «Суперечка між Бенгом і Вином».
На думку азербайджанського дослідника Гасима Джахані, під час написання поеми «Гашиш і вино» головним джерелом, до якого звертався Фізулі, була поема Нізамі Гянджеві «Сім красунь». Проте в плані сюжету поема «Гашиш і вино» відрізняється від поем Нізамі Гянджеві.